# Josef Liesler
Josef Liesler, češki grafik, slikar, ilustrator in oblikovalec, * 19. september 1912, Vidolice pri Kadaňu, Avstro-Ogrska (sedaj Češka), † 23. avgust 2005, Praga, Češka.
Kljub temu, da je narisal ilustracije za več kot 100 knjig, je najbolj znan po oblikovanju poštnih znamk, zakar je prejel tudi nagrado UNESCO-a.